# Trachea confluens
Trachea confluens là một loài bướm đêm trong họ Noctuidae.